# Осадчий Тихін Іванович
Тихін Іванович Осадчий ( нар. 30 червня 1866, с. Будище, Звенигородський повіт, Київська губернія, нині Звенигородський район, Черкаська область — пом. 24 грудня 1945, Гирявка, Конотопський повіт) — український громадський діяч, економіст, теоретик кооперативного руху, діяч земства. Член Української Центральної Ради. Засновник новаторської Тиницької сільськогосподарської школи для козацької молоді. Організовував акціонерні, кооперативні та виробничі товариства у селах Конотопщини, готував висококваліфіковані культурні кадри для індивідуального та кооперативного виробництва.

## Біографія
Походив з родини колишніх кріпаків, звільнених правобережними шляхтичами Енгельгардтами. 1890—1897 рр. — статистик спочатку Херсонського, а потім Симбірського земства в Росії. 1897—1904 рр. — секретар Київського товариства сільського господарства. 1904—1917 рр. вчителював у Чернігівській губернії.
Був одружений з молдаванкою Марією Міхайлуце, а другим шлюбом — з дочкою видатного історика Олександра Лазаревського — Ганною Олександрівною, з якою народив сина Андрія (1905—1996). З 1906 р. проживав у Гирявці (нині Шевченкове) Конотопського повіту — родинному гнізді Лазаревських.
Голова правління місцевого кредитного товариства. Член Київської «Просвіти», активно листується з поетом Борисом Грінченком. За книгу «Борці за землю і правду» кілька місяців перебував у в'язниці (1908—1909).
З 1915 р. — голова правління Союзу кредитних і ощадно-позичкових товариств.

### У часи УНР та комуністичної окупації
1917 р. — член Української Центральної Ради. З червня 1917 р. — член Тимчасового комітету Української селянської спілки. У травні-червні 1917 р. на першому Всеукраїнському селянському з'їзді обраний до складу Центрального комітету і товаришем (заступником) голови Української селянської спілки.
1918 р. — один з організаторів Центрального Українського Сільськогосподарського Кооперативного Союзу у Києві.
Після другої окупації УНР військами більшовицької Росії (літо 1919) пасивно живе у Конотопському повіті, остерігаючись червоного терору. 1921 клопочеться про збереження маєтку Кочубеїв у селі Тиниця (поблизу Бахмача), якому загрожували мародери. Добивається у Конотопському повітовому відділі народної освіти дозволу на відкриття Тиницької сільськогосподарської школи, у якій стає першим директором. Організовує гуртожиток, їдальню, бібліотеку та дослідне господарство. Залучив сотні дітей з 30-кілометрової околиці на навчання у трьох відділеннях школи (зокрема пасічництва) — з Рубанки, Григорівки, Курені, Дмитрівки, Гайворона та Голінки. Пізніше Тиницька професійна школа була перетворена на ПТУ, яке проіснувало до часів відновлення державності України.
Після 1926-го року протеже відомого більшовика Петровського вже не діяло — Осадчого усувають від керівництва школою в Тиниці. До і після Голодомору 1932—1933 вчителював у школах Конотопа і Гирявці. 1941 ще застав відкриття церкви у Гирявці після втечі сталіністів. Помер після їх повернення до України — комуністи довели старого вченого до крайньої бідності, він одним із перших у селі став жертвою Голодомору 1946—1947 років.
Похований у Гирявці, могила не доглянута.

### Економічна теорія Осадчого
У вирішенні основного питання — про напрям розвитку господарства країни — Осадчий займав своєрідну позицію. Розвитку капіталізму протиставляє ідею ефективного дрібного виробництва селян і ремісників. Для цього пропонує систему державної підтримки дрібного господарству, які згодом були адаптовані у країнах ЄС — аж у XXI столітті. Аби поліпшити стан селянства, пропагував «малі діла», «культурну працю». Сподівався підвищенням культури рільництва, наданням дешевих кредитів, довгостроковою орендою зробити українського селянина конкурентноздатним.
Вимагав зміцнення середнього господарства — самодостатнього, натурального. Особисто здійснює кілька спроб організації такого господарства, але більшовицький волюнтаризм заперечував такі форми господарювання, а самі спроби нової організації сільського господарства оголосив утопічними.

### Науковий доробок
Автор близько 120 наукових праць, присвячених питанням землеволодіння і землекористування, розшарування селянських господарств.
Друкував статті в газеті «Рада», журналах “Кооперативная жизнь”, Вестник мелкого кредита. Автор низки белетристичних творів про діяльність народницької інтелігенції в Російській імперії.

## Праці
Осадчий Т. И. Козацкий батько Палий: Очерк из истории старой козацкой Украины / [Соч.] Т. И. Осадчего. — 2-е изд., печ. без перемен с 1-го… — Киев: тип. П. Барского, 1900. — 48 с.
Осадчий Т. И. Земля и земледельцы в Югозападном крае (на Украине, Подолии и Волыни): Опыт стат.-экон. исслед.: С прил. моногр. очерка А. А. Савостьянова по двум поселениям Подол. губ. / [Соч.] Т. И. Осадчего, секр. Киев. о-ва сел. хоз-ва. — Киев: тип. П. Барского, 1899.
Осадчий Т. И. Травосеяние в Юго-западном крае в зависимости от естественных и экономических условий / Т. Осадчий. — Киев: Киев. о-во сел. хоз-ва, 1898. — 57 с.
Осадчий Т. И. Крестьянское землепользование в Херсонской губернии / [Соч.] Т. И. Осадчего. — Одесса: «Слав.» тип. Е. Хрисогелос, 1898.
Осадчий Т. И. Крестьянское надельное землевладение в Херсонской губернии в связи с платежами крестьян / Т. И. Осадчий. — Херсон: тип. О. Д. Ходушиной, 1894. — 198 с.
Осадчий Т. И. Борцы за землю и правду: Роман-былое из социал. жизни на Украине: Эпоха 1881—1905 гг. / Т. Осадчий. — Киев: кн. маг. С. И. Иванова и К°, 1908. — 236 с.
Осадчий Т. И. На службе обществу: Повесть: (1882—1902 гг.) / Т. Осадчий. — 2-е перераб. изд. «Силы деревни», доп. третьею ч. — Москва: типо-лит. А. В. Васильева и К°, 1902. — 302 с.
Осадчий Т. И. Силы деревни: Хроника (1870—1900 г.г.). — Москва: типо-лит. т-ва И. Н. Кушнерев и К°, 1900. — 217 с.
Осадчий Т. И. Съезды сельских хозяев во время Киевской сельскохозяйственной и промышленной выставки. — Киев: тип. П. Барского, 1897. — 19 с.
Осадчий Т. И. Советы к улучшению крестьянского хозяйства / [Соч.] Т. Осадчего; Киев. о-во грамотности. — 2-е изд., печ. без перемен с первого. — Киев: тип. «Киев. слова», 1900. — 48 с.
Осадчий Т. И. Виноградники Херсонской губернии: (Стат.-экон. описание) / [Соч.] Т. И. Осадчего. — Херсон: Херсон. губ. зем. управа, 1892. — 97 с.
Осадчий Т. И. Щербановская волость Елисаветградского уезда Херсонской губернии: Ист.-этногр. и хоз.-стат. описание / [Соч.] Т. И. Осадчего. — Херсон: Херсон. губ. зем. управа, 1891. — 112 с.
Осадчий Т. И. Общественный быт и проекты его улучшения в XIX столетии: (Очерки по обществоведению) / Т. И. Осадчий. — Москва: типо-лит. А. В. Васильева и К°, 1901. — 171 с.
Осадчий Т. И. Киевское общество сельского хозяйства и сельскохозяйственной промышленности за двадцатипятилетие с 1876 по 1901 год: (Крат. очерк) / Сост. секр. О-ва Т. Осадчий. — Киев: тип. П. Барского, 1901. — 63 с.